# Pomeni imen asteroidov: 83001–84000
Pregled pomenov imen asteroidov (malih planetov) od številke 83001 do 84000, ki jim je Središče za male planete dodelilo številko in so pozneje dobili tudi uradno ime  v skladu z dogovorjenim načinom imenovanja. Pregled je preverjen z Schmadelovim “Slovarjem imen malih planetov” (“Dictionary of Minor Planet Names”). 
Pregled pojasnjuje izvor oziroma pomen imen asteroidov, ki ga je priznala Mednarodna astronomska zveza (IAU). Nekateri asteroidi imajo imajo dodatno pojasnilo o izvoru imena, ki pa vedno ni popolnoma zanesljivo (oznaka “†” ali “‡“). 
| Ime                | Začasna oznaka | Izvor imena                                                                                        |
| 83001–83100        | 83001–83100    | 83001–83100                                                                                        |
| 83101–83200        | 83101–83200    | 83101–83200                                                                                        |
| 83201–83300        | 83201–83300    | 83201–83300                                                                                        |
| 83301–83400        | 83301–83400    | 83301–83400                                                                                        |
| ------------------ | -------------- | -------------------------------------------------------------------------------------------------- |
| 83360 Catalina     | 2001 SH        | projekt Catalina Sky Survey (namenjen odkrivanju kometov in asteroidov) †                          |
| 83401–83500        |                | |
| 83464 Irishmccalla | 2001 SM73      | Nellie Elizabeth "Irish" McCalla, ameriška filmska igralka in umetnica †                           |
| 83501–83600        |                | |
| 83600 Yuchunshun   | 2001 SM266     | Ju Čunšun, kitajski raziskovalec †                                                                 |
| 83601–83700        |                | |
| 83701–83800        |                | |
| 83801–83900        |                | |
| 83901–84000        |                | |
| 83956 Panuzzo      | 2001 XX30      | Pasquale Panuzzo, italijanski astronom †                                                           |
| 83982 Crantor      | 2002 GO9       | Lapit (pleme v grški mitologiji), ki ga je ubil kentaver Demoleon v bitki med Lapiti in kentavri † |

| Predhodnik: 82001–83000 | Pomeni imen asteroidov Seznam asteroidov (83001-83250) Seznam asteroidov (83251-83500) Seznam asteroidov (83501-83750) Seznam asteroidov (83751-84000) | Naslednik: 84001–85000 |